# 新竹铁角蕨
新竹铁角蕨（学名：Asplenium tenuissimum）为铁角蕨科铁角蕨属下的一个种。

## 扩展阅读
- 維基物種上的相關：新竹铁角蕨